# BCFW-Rekursionsrelationen
Die BCFW-Rekursionsrelationen (auch Britto-Cachazo-Feng-Witten-Rekursionsrelationen), benannt nach Ruth Britto, Freddy Cachazo, Bo Feng und Edward Witten, sind eine Methode in der Quantenchromodynamik, um farbgeordnete Amplituden in niedrigster Ordnung der Störungstheorie (Baumordnung) mit vielen Teilchen zu berechnen, ohne auf Feynman-Diagramme zurückgreifen zu müssen.

## BCFW-Rekursionsrelation für masselose Teilchen
Das Ziel ist es, die farbgeordnete Amplitude {\displaystyle A_{n}(1,...,n)} zu berechnen. Dabei stehen {\displaystyle 1,...,n} für die beteiligten Teilchen mit Impuls {\displaystyle p_{i}=|i\rangle [i|} im Spinor-Helizitäts-Formalismus.
Zwei benachbarte Teilchen werden nun einer Verschiebung unterzogen. O. B. d. A. gilt für die Teilchen {\displaystyle 1} und {\displaystyle n}:
{\displaystyle |1\rangle \to |1\rangle +z|n\rangle }
{\displaystyle |n]\to |n]+z|1]}
Dabei ist {\displaystyle z} eine komplexe Zahl. Diese Verschiebung erhält die Lichtartigkeit der beteiligten Impulse mit {\displaystyle p_{1}^{2}(z)=p_{n}^{2}(z)=(p_{1}(z)+p_{n}(z))^{2}=0}.
Die verschobene Amplitude {\displaystyle A_{n}(z)} kann jetzt auf Polstellen analysiert werden. Diese treten für alle farbgeordneten Regionalimpulse {\displaystyle P_{i}(z)=p_{1}(z)+\sum _{k=2}^{i}p_{k},i=\{2,...,n-1\}} auf, wobei {\displaystyle z} die Form {\displaystyle z_{P_{i}}={\frac {P_{i}^{2}(z=0)}{\langle n|P_{i}(z=0)|1]}}} annimmt.
Um die BCFW-Rekursionsrelation zu erreichen, muss gefordert werden, dass {\displaystyle A_{n}(z\to \infty )=0} gilt. Das gilt genau dann, wenn die Teilchen {\displaystyle 1} und {\displaystyle n} die Helizität von {\displaystyle \langle 1^{+},n^{-}]}, {\displaystyle \langle 1^{+},n^{+}]} oder {\displaystyle \langle 1^{-},n^{-}]} haben. Für den Fall {\displaystyle \langle 1^{-},n^{+}]} ergibt sich keine gültige BCFW-Rekursionsrelation.
Ist die Helizitätsbedingung erfüllt, so kann die farbgeordnete Amplitude mittels der Residuen an den Polstellen dargestellt werden. Es ergibt sich die BCFW-Rekursionsrelation:
{\displaystyle A_{n}(1,...,n)=\sum _{i=2}^{n-1}\sum _{s}A_{L}(1(z_{P_{i}}),...,i-1,P_{i}^{s}(z_{P_{i}})){\frac {1}{P_{i}^{2}}}A_{R}(-P_{i}^{\bar {s}}(z_{P_{i}}),i,...,n(z_{P_{i}}))}
Dabei gibt {\displaystyle s=+,-} die möglichen Helizitäten an.

## BCFW-Rekursionsrelation für massive Teilchen
Auch für farbgeordnete Amplituden mit massiven Teilchen kann die BCFW-Rekursionsrelation verwendet werden, jedoch nur unter der Bedingung, dass mindestens zwei masselose Teilchen enthalten sind und das diese in der (farbgeordneten) Amplitude benachbart sind. Diese zwei masselosen Teilchen müssen dann für die Verschiebung verwendet werden, da nur für masselose Teilchen im Spinor-Helizitäts-Formalismus {\displaystyle p_{i}=|i\rangle [i|} gilt. Seien hier o. B. d. A. die verschobenen Teilchen {\displaystyle 1} und {\displaystyle n}.
Die Regionalimpulse {\displaystyle P_{i}(z)=p_{1}(z)+\sum _{k=2}^{i}p_{k}} werden nun im Allgemeinen von massiven Teilchen mit Masse {\displaystyle m_{P_{i}}} vermittelt. Für die Verschiebungsvariable gilt leicht verallgemeinert {\displaystyle z={\frac {P_{i}^{2}(z=0)-m_{P_{i}}^{2}}{\langle n|P_{i}(z=0)|1]}}}.
Die BCFW-Rekursionsrelation ist gegeben durch
{\displaystyle A_{n}(1,...,n)=\sum _{i=2}^{n-1}\sum _{s}A_{L}(1(z_{P_{i}}),...,i-1,P_{i}^{s}(z_{P_{i}})){\frac {1}{P_{i}^{2}-m_{P_{i}}^{2}}}A_{R}(-P_{i}^{\bar {s}}(z_{P_{i}}),i,...,n(z_{P_{i}}))}
{\displaystyle s} gibt nach wie vor die möglichen Helizitäten an.